# Roy Bittan
Roy Bittan (Península de Rockaway, 2 de julho, 1949) é um tecladista norte-americano, mais conhecido como membro da E Street Band de Bruce Springsteen, na qual entrou em 23 de agosto de 1974. Às vezes chamado de The Professor/O Professor, Bittan também toca piano, órgão, acordeão e sintetizadores.
Bittan também é um aclamado músico de sessão, tendo participado em apresentações e em álbuns de artistas diversos, como David Bowie, Jackson Browne, Tracy Chapman, Chicago, Catie Curtis, Dire Straits, Peter Gabriel, Ian Hunter, Meat Loaf, Stevie Nicks, Bob Seger, Celine Dion, Patty Smyth, Jim Steinman, e Bonnie Tyler.